# Limenko
Limenko Korea Enterprises Corporation, Limited (코리아 엔터프라이즈 회사설립) est une entreprise sud-coréenne fondée en 1991 qui exerce son activité dans les jeux, le divertissement et les jeux vidéo.

## Description
Limenko Korea Enterprises Corporation, Limited est plus communément appelé Limenko.
Limenko fut fondée par deux jeunes entrepreneurs dont l'un est actuellement à la direction de l'entreprise, M. Lim.
La société a débuté en tant que simple distributeur de produits de divertissement et de jeux vidéo. Elle n'a cessé d'élargir ses activités pour devenir une des plus prometteuses sociétés en Corée du Sud.
Limenko exerce maintenant aussi bien son activité dans le monde des jeux vidéo d'arcade et de salon, mais propose également du matériel de jeux pour casino tels que des machines à sous ou des tables de roulette. Elle produit également diverses machines comme des distributeurs de boules contenant des cadeaux, des chevaux mécaniques ou des mini-manèges pour enfants.
Limenko est capable de développer des jeux vidéo de très haute qualité dans une période très courte. Cette particularité a permis à l'entreprise de trouver un essor rapide et de contribuer à la croissance du marché du jeu vidéo en Corée du Sud[non neutre].

## Système créé
- Power System 2